# Mario Lanfranchi
Mario Lanfranchi   (Parma, 30 de juny de 1927 - Langhirano, 3 de gener de 2022) va ser un director italià d'òpera i cinema.

## Biografia
Lanfranchi va treballar a principis del nou mitjà de televisió, on va ser responsable de formes periodístiques, musicals i de realització de programes. També es va establir com un dels principals directors d'òpera, sovint posant en escena la seva dona, la soprano Anna Moffo; els dos es van casar entre 1957 i 1974. Va crear unes tretze produccions d'òpera per a televisió entre 1956 i 1962, també va aparèixer diverses vegades el 1963 amb adaptacions cinematogràfiques d'aquest tipus de música; tanmateix, els dos primers intents es van mantenir gairebé sense veure. El tercer, però, una versió de La traviata, va tenir un gran èxit. La van seguir després un inusual Italo-western i dos thrillers auto-produïts entre 1974 i 1976i una pel·lícula porno. El seu darrer treball a la televisió va ser el 1982. No s'ha de confondre Lanfranchi amb una actriu del mateix nom, sobretot amb una actriu a mitjans dels anys seixanta.
La família de Lanfranchi era propietària de la vil·la amb el mateix nom.

## Filmografia (selecció)
- 1966: La Traviata (La traviata)
- 1968: Django, sense pietat com el sol (Sentenza di morte)
- 1974: Il bacio
- 1976: El ciclista dels homes (La padrona è servita)
- 1976: Genova a mà armada